# Dyrzela parallela
Dyrzela parallela är en fjärilsart som beskrevs av Walker 1865. Dyrzela parallela ingår i släktet Dyrzela och familjen nattflyn. Inga underarter finns listade i Catalogue of Life.